# São Sebastião do Uatumã
São Sebastião do Uatumã – miasto i gmina w Brazylii, w stanie Amazonas. Znajduje się w mezoregionie Centro Amazonense i mikroregionie Parintins.